# Rete tranviaria di Sapporo
La rete tranviaria urbana di Sapporo (札幌市電?, Sapporo Shiden) è, assieme alla rete tranviaria di Hakodate, una delle due uniche tranvie presenti nella prefettura di Hokkaidō, in Giappone.

## Rete
La rete è costituita da una linea circolare che serve l'area direttamente a sud-ovest del centro, lunga 8905 metri con scartamento di 1067 mm, interamente a doppio binario ed elettrificata a 600 V CC. Lungo il percorso alcune fermate permettono di accedere anche alla metropolitana di Sapporo.
Dal punto di vista formale, la linea è composta da i segmenti di seguito indicati:
- Linea Ichijō (一条線?, Ichijō-sen): Nishi 4-chōme - Nishi 15-chōme
- Linea Yamahana-Nishi (山鼻西線?, Yamahana-Nishi-sen): Nishi 15-chōme - Biblioteca centrale
- Linea Yamahana (山鼻線?, Yamahana-sen): Biblioteca centrale - Susukino
- Linea Toshin (都心線?, Toshin-sen): Nishi 4-chōme - Susukino

Dal punto di vista dei percorsi, tutte le vetture percorrono tutte e tre le linee in continuazione, con un tempo di percorrenza di 45 minuti, e una frequenza di un treno ogni 3 minuti durante l'ora di punta.

## Materiale rotabile
La rete tranviaria di Sapporo dispone di materiale eterogeneo:
- Serie 210: quattro vetture
- Serie 220: due vetture
- Serie 240: sette vetture
- Serie 250: cinque vetture
- Serie M100: una vettura
- Serie 8500: due vetture
- Serie 8510: due vetture
- Serie 8520: due vettura
- Serie 3300: cinque vetture
- Serie A1200: un set da 3 elementi

## Bigliettazione
La tariffa del tram di Sapporo è piatta, ossia è fissa a 170 yen qualunque sia la distanza percorsa. Per chi accede alla metropolitana è possibile richiedere all'autista, in uscita, un biglietto per avere l'accesso scontato alla metropolitana a 290 yen anziché 370 yen. Chi prende il tram la mattina entro le 7 ha diritto a un biglietto scontato al prezzo di 150 yen.
Il tram di Sapporo inoltre supporta il pagamento coi biglietti elettronici Kitaca, Suica, SAPICA e altri compatibili.
Esiste inoltre un biglietto giornaliero del prezzo di 1000 yen, che permette di utilizzare senza limiti anche la metropilitana, oltre a diverse tipologie di carnet e abbonamenti per pendolari e studenti.